# Klonówko
Klonówko – kolonia w Polsce położona w województwie warmińsko-mazurskim, w powiecie ostródzkim, w gminie Dąbrówno. W latach 1975–1998 miejscowość administracyjnie należała do województwa olsztyńskiego.
W 1974 r. kolonia Klonówko należała do sołectwa Elgnowo, gmina Dąbrówno, razem miejscowościami: wieś Elgnowo i PGR Wierzbica.
Obecnie w miejscowości nie ma zabudowy.